# Lý Cường
Lý Cường (tiếng Trung giản thể: 李强; bính âm Hán ngữ: Lǐ Qiáng; sinh ngày 23 tháng 7 năm 1959, người Hán) là chính trị gia nước Cộng hòa Nhân dân Trung Hoa. Ông hiện là Tổng lý Quốc vụ viện, Ủy viên Ban Thường vụ Bộ Chính trị Đảng Cộng sản Trung Quốc khóa XX, lãnh đạo quốc gia vị trí thứ 2. Ông cũng là Ủy viên Ủy ban Trung ương khóa XIX, Ủy viên dự khuyết khóa XVIII; từng là Bí thư Thành ủy Thượng Hải; Bí thư Tỉnh ủy Giang Tô, Chủ nhiệm Ủy ban Thường vụ Nhân Đại kiêm Bí thư thứ nhất Quân ủy Quân khu Giang Tô; Phó Bí thư Tỉnh ủy, Tỉnh trưởng Chiết Giang; Bí thư Ủy ban Chính trị và Pháp luật Tỉnh ủy Chiết Giang; Thường vụ Tỉnh ủy, Tổng thư ký Tỉnh ủy Chiết Giang.
Lý Cường là Đảng viên Đảng Cộng sản Trung Quốc, học vị Cử nhân Cơ giới hóa nông nghiệp, Thạc sĩ Xã hội học, Thạc sĩ Quản trị kinh doanh và Nghiên cứu sinh Kinh tế thế giới. Với sự nghiệp xuyên suốt từng lãnh đạo ba đơn vị hành chính cấp tỉnh vùng Hoa Đông là Thượng Hải, Giang Tô và Chiết Giang, ông được nhận định là một chính trị gia phát triển kinh tế phụ tá Nhà lãnh đạo Tập Cận Bình.

## Xuất thân và giáo dục
Lý Cường sinh ngày 23 tháng 7 năm 1959 tại huyện Thụy An, nay là thành phố cấp huyện Thụy An, địa cấp thị Ôn Châu, tỉnh Chiết Giang, Cộng hòa Nhân dân Trung Hoa. Ông lớn lên và tốt nghiệp phổ thông ở quê nhà. Năm 1978, ông tới thành phố Ninh Ba, theo học Đại học Nông nghiệp Chiết Giang, cơ sở Ninh Ba (nay sáp nhập vào Đại học Chiết Giang), nhận bằng Cử nhân chuyên ngành Cơ giới hóa nông nghiệp vào năm 1982. Tháng 4 năm 1983, ông được kết nạp Đảng Cộng sản Trung Quốc. Từ năm 1985 đến 1987, ông theo học chuyên ngành Xã hội học tại Đại học Thư tín xã hội học Trung Quốc, một đơn vị đào tạo được phối hợp liên kết bởi Viện Khoa học xã hội Trung Quốc, Học viện Khoa học xã hội Bắc Kinh, Đại học Bắc Kinh và Hiệp hội Xã hội học Trung Quốc.
Năm 1995, Lý Cường theo học cao học tại chúc tại Đại học Chiết Giang, nhận bằng Thạc sĩ chuyên ngành Kỹ thuật quản lý vào năm 1997. Bên cạnh đó, ông tham gia các chương trình bồi dưỡng, đào tạo tại Trường Đảng Trung ương Đảng Cộng sản Trung Quốc gồm lớp bồi dưỡng một năm cán bộ trung niên và thanh niên giai đoạn 2001, 2002; là nghiên cứu sinh tại chức chuyên ngành kinh tế thế giới từ năm 2001 đến 2004. Năm 2003, ông tới thành phố Hồng Kông, là nghiên cứu sau đại học tại Đại học Bách khoa Hồng Kông, nhận bằng Thạc sĩ Quản trị kinh doanh vào năm 2005.

## Sự nghiệp

### Quê nhà Chiết Giang

#### Các giai đoạn
Năm 1976, Lý Cường bắt đầu sự nghiệp của mình khi được nhận làm công nhân trạm tưới và thoát nước cơ điện tại khu Mã Tự (马屿区), huyện Thụy An, tỉnh Chiết Giang, khi 17 tuổi. Trong những năm đầu, ông từng là thành viên của đội đặc biệt tham gia công tác giáo dục được huyện Thụy An cử đến cộng đồng Tây Giang (江溪公社) từ tháng 4 đến tháng 10 năm 1977. Sau đó, ông về Thụy An, làm công nhân ở Nhà máy số III của huyện. Sau 4 năm đại học ở Ninh Ba, năm 1982, ông tốt nghiệp và trở về quê nhà Thụy An đúng thời điểm mà Trung Quốc mở cửa, cải cách toàn diện thời Lý luận Đặng Tiểu Bình, ông phụ trách Đoàn Thanh niên khu Sân Thăng (莘塍区), nay là nhai đạo Sân Thăng của Thụy An. Năm 1983, ông được chuyển sang làm cán bộ Huyện đoàn Thụy An, được bầu làm Bí thư Đoàn Thanh niên huyện Thụy An vào năm 1984.
Cuối năm 1984, Lý Cường được điều sang làm Chuyên viên Phòng Cứu trợ nông thôn, Sảnh Dân chính Chiết Giang, bước sang một giai đoạn mới của sự nghiệp. Ông được thăng chức làm Phó Trường phòng Cứu trợ nông thôn từ năm 1985 và là Trưởng phòng vào năm 1988. Năm 1990, ông được chuyển sang làm Trưởng phòng Cứu trợ thiên tai của sảnh rồi Trường phòng Nhân sự từ 1991, đồng thời là Ủy viên Đảng tổ Sảnh Dân chính. Năm 1992, ông được bổ nhiệm làm Phó Sảnh trưởng Sảnh Dân chính. Năm 1996, ông được Tỉnh ủy Chiết Giang điều động tới địa cấp thị Kim Hoa, vào Ban Thường vụ Thị ủy Kim Hoa, nhậm chức Bí thư Huyện ủy huyện Vĩnh Khang (nay là thành phố cấp huyện Vĩnh Khang). Đồng thời, ông cũng là Chủ nhiệm Ủy ban Thường vụ Nhân Đại Vĩnh Khang, lãnh đạo toàn diện huyện từ năm 1998. Cuối năm 1998, Lý Cường được điều về Chính phủ Nhân dân tỉnh Chiết Giang, nhậm chức Phó Chủ nhiệm Văn phòng Chính phủ tỉnh, Ủy viên Đảng tổ Văn phòng. Năm 2000, ông được bổ nhiệm làm Bí thư Đảng tổ, Cục trưởng Cục Quản lý hành chính công thương tỉnh Chiết Giang. Năm 2000, ông được Tỉnh ủy Chiết Giang điều về địa cấp thị Ôn Châu, nhậm chức Bí thư Thị ủy Ôn Châu, và được bầu làm Chủ nhiệm Ủy ban Thường vụ Nhân Đại Ôn Châu từ 2003, cấp chính sảnh, địa.

#### Lãnh đạo Chiết Giang
Năm 2004, ông được điều về Tỉnh ủy làm Thư ký trưởng Tỉnh ủy Chiết Giang và được bầu vào Ban Thường vụ Tỉnh ủy từ 2005, cấp phó tỉnh, bộ. Giai đoạn này, lãnh đạo Chiết Giang là Tập Cận Bình, Lý Cường có vai trò phụ tá và thực thi các chính sách được đặt ra để cải cách Chiết Giang. Tháng 2 năm 2011, Lý Cường nhậm chức Bí thư Ủy ban Chính trị Pháp luật Tỉnh ủy Chiết Giang; và tháng 11 năm 2011, ông được bổ nhiệm làm Phó Bí thư Tỉnh ủy Chiết Giang. Tháng 11 năm 2012, ông là đại biểu tham gia Đại hội đại biểu toàn quốc Đảng Cộng sản Trung Quốc lần thứ 18, được bầu làm Ủy viên dự khuyết Ủy ban Trung ương Đảng Cộng sản Trung Quốc khóa XVIII. Ngày 21 tháng 12 năm 2012, Ủy ban Thường vụ Nhân Đại Chiết Giang tổ chức ký họp, nhất trí bổ nhiệm Lý Cường làm Phó Tỉnh trưởng, Quyền Tỉnh trưởng Chính phủ Nhân dân tỉnh Chiết Giang, kế nhiệm, kế nhiệm Hạ Bảo Long, người được bổ nhiệm làm Bí thư Tỉnh ủy Chiết Giang; và tháng 1 năm 2013, ông chính thức được Nhân Đại Chiết Giang khóa XII bầu giữ chức vụ Tỉnh trưởng. Năm 2015, Lý Cường tháp tùng Tập Cận Bình trên một chuyến thăm cấp nhà nước đến Hoa Kỳ, thương lượng về các vấn đề kinh tế trong đó có đầu tư vào Chiết Giang.

### Giang Tô
Tháng 6 năm 2016, Bộ Tổ chức, Ban Bí thư Trung ương Đảng họp bàn và điều động Lý Cường tới tỉnh Giang Tô, vào Ban Thường vụ Tỉnh ủy. Ngày 31 tháng 6, Tỉnh ủy Giang Tô triệu tập hội nghị Đảng ủy toàn tỉnh, công bố quyết định của Ủy ban Trung ương, Lý Cường được bổ nhiệm giữ chức Bí thư Tỉnh ủy Giang Tô, kế nhiệm La Chí Quân. Sau đó, ông được bầu làm Chủ nhiệm Ủy ban Thường vụ Nhân Đại tỉnh Giang Tô và kiêm nhiệm Bí thư thứ nhất Quân ủy Quân khu Giang Tô. Ông là lãnh đạo toàn diện và cao nhất tỉnh Giang Tô cho đến cuối năm 2017. Ông giữ vị trí này ở Giang Tô trong thời gian ngắn, hơn 15 tháng, và được kế nhiệm bởi Lâu Cần Kiệm.

### Thượng Hải
Tháng 10 năm 2017, ông tham gia đại hội đại biểu toàn quốc, được bầu làm Ủy viên Ủy ban Trung ương Đảng Cộng sản Trung Quốc khóa XIX tại Đại hội Đảng Cộng sản Trung Quốc lần thứ 19. Sau đó, ngày 25 tháng 10, ông được bầu làm Ủy viên Bộ Chính trị Đảng Cộng sản Trung Quốc khóa 19. Ngày 29 tháng 10 năm 2017, Lý Cường được bổ nhiệm làm Bí thư Thành ủy Thượng Hải, kế nhiệm Hàn Chính, người được bầu vào Thường vụ Bộ Chính trị. Với việc trở thành lãnh đạo Thượng Hải, ông trở thành chính trị gia từng lãnh đạo bộ ba đơn vị hành chính cấp tỉnh là Thượng Hải, Giang Tô và Chiết Giang ở hạ lưu sông Trường Giang. Với cương vị là bí thư thành ủy ở Thượng Hải, ông chịu trách nhiệm về việc phong tỏa ở Thượng Hải để ngăn chặn đại dịch COVID-19. Cuộc phong tỏa này có đặc điểm là tổ chức kém, dẫn đến sự phẫn nộ của dân chúng. Mặc dù vậy ông nhờ là đồng minh của Tổng bí thư Tập Cận Bình, trong phiên họp toàn thể đầu tiên của Ủy ban Trung ương Đảng Cộng sản Trung Quốc khóa XX, Lý Cường vẫn được bổ nhiệm vào Ban Thường vụ Bộ Chính trị Đảng Cộng sản Trung Quốc.

## Lãnh đạo Trung Quốc
Cuối tháng 6 năm 2022, Lý Cường được bầu làm đại biểu tham gia Đại hội Đảng Cộng sản Trung Quốc lần thứ XX từ đoàn đại biểu thành phố Thượng Hải. Trong quá trình bầu cử tại đại hội, ông được bầu làm Ủy viên Ủy ban Trung ương Đảng Cộng sản Trung Quốc khóa XX, sau đó tái đắc cử là Ủy viên Bộ Chính trị, rồi tiếp tục được bầu làm Ủy viên Ủy ban Thường vụ Bộ Chính trị tại Hội nghị toàn thể lần thứ nhất Ủy ban Trung ương khóa XX vào ngày 23 tháng 10 năm 2022, trở thành lãnh đạo quốc gia vị trí thứ 2 trong 7 Ủy viên Thường vụ.
Ngày 11 tháng 3 năm 2023, tại kỳ họp thứ nhất của Đại hội đại biểu Nhân dân toàn quốc khóa XIV, với sự đề cử của lãnh tụ Tập Cận Bình, Lý Cường được bầu làm Tổng lý Quốc vụ viện thứ 8 trong lịch sử Trung Quốc.

### Ngoại giao

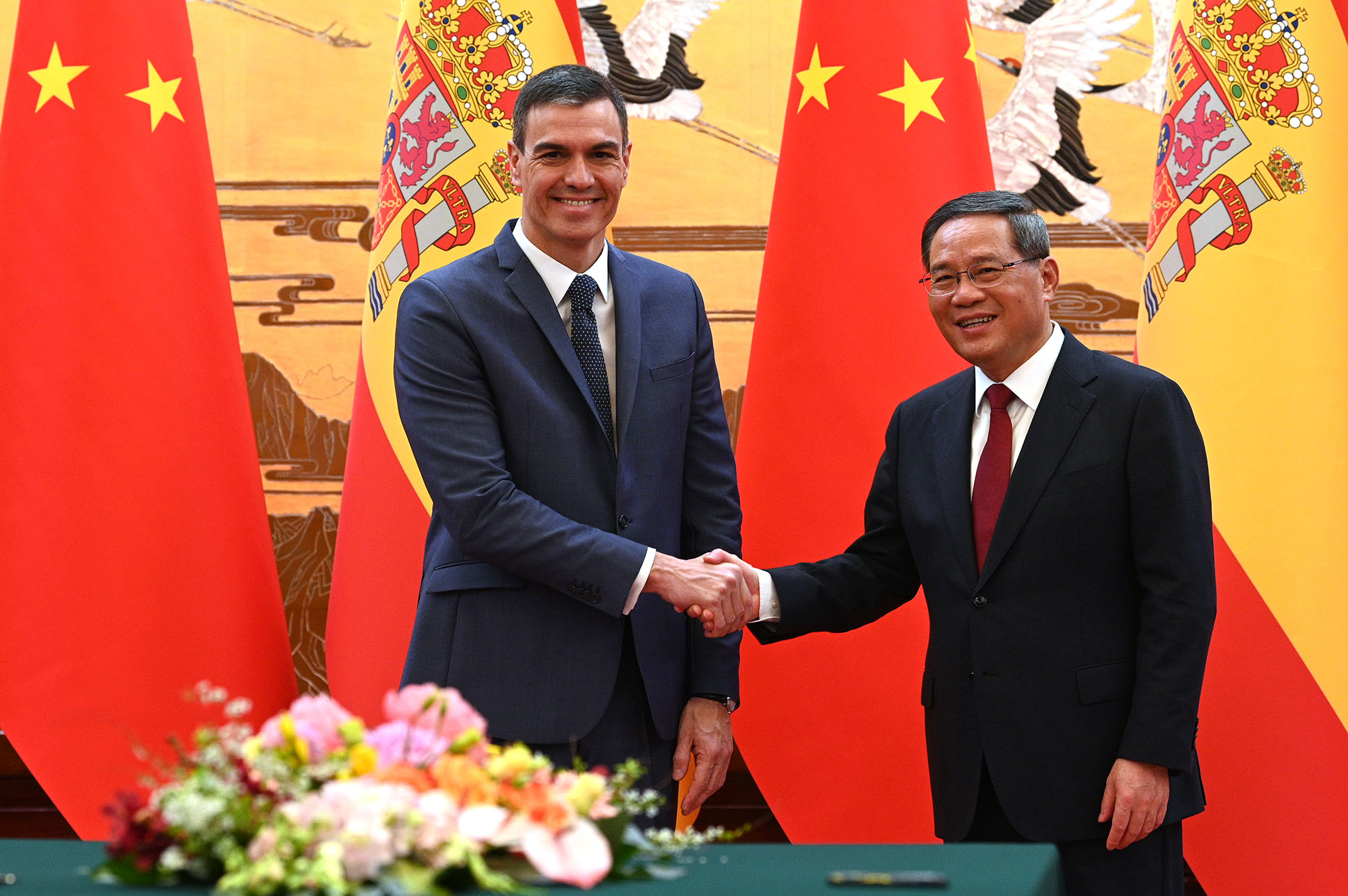
Lý và Thủ tướng Tây Ban Nha Pedro Sánchez vào ngày 30 tháng 3 năm 2023

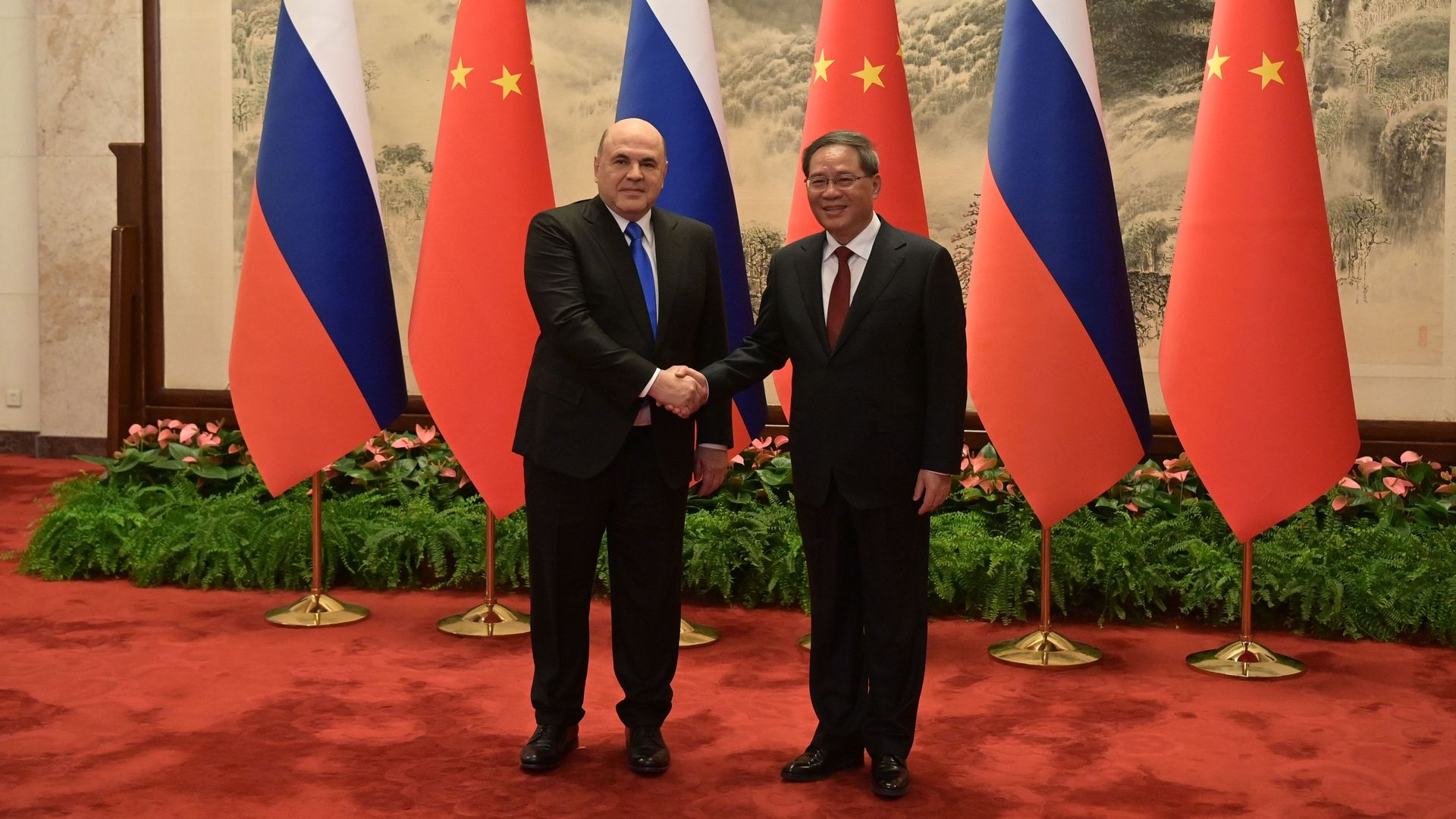
Lý và Thủ tướng Nga Mikhail Mishustin vào ngày 24 tháng 5 năm 2023

Vào tháng 4 năm 2023, Li gặp bộ trưởng ngoại giao Nhật Bản Hayashi Yoshimasa tại Bắc Kinh để cải thiện quan hệ. Vào tháng 5, Li đã gặp thủ tướng Nga Mikhail Mishustin, nơi ông bày tỏ "quan hệ đối tác hợp tác chiến lược toàn diện giữa Trung Quốc và Nga trong kỷ nguyên mới", nói rằng song phương thương mại giữa Trung Quốc và Nga đã tăng 40% trong năm qua. Vào ngày 19 tháng 6 năm 2023, Lý bắt đầu chuyến công du đến Đức, chuyến công du nước ngoài đầu tiên với tư cách thủ tướng, nơi ông gặp tổng thống Frank-Walter Steinmeier, thủ tướng Olaf Scholz, cũng như CEO của các công ty lớn ở Đức. các công ty như Mercedes-Benz, SAP và Siemens Energy. Sau bốn ngày ở Đức, ông tới Pháp vào ngày 21 tháng 6, nơi ông gặp tổng thống Pháp Emmanuel Macron, thủ tướng Élisabeth Borne, cũng như chủ tịch Hội đồng Châu Âu Charles Michel.